# Насрін Сотуде
Насрін Сотуде (перс. نسرین ستوده, народилася в 1963) — адвокатка, відома захисниця прав людини в Ірані. Вона представляла інтереси ув'язнених після акцій протесту, які відбулися після президентських виборів 2009 року, а також засуджених до страти, які скоїли свої злочини бувши неповнолітніми.
У вересні 2010 року Сотуде була заарештована за звинуваченням в антидержавній пропаганді і змові проти безпеки держави та поміщений у в'язницю Евін в опрічну[що це?] камеру. У січні 2011 року іранська влада засудила Сотуде до 11 років позбавлення волі, а також наклала заборону на юридичну практику й виїзд із країни протягом 20 років.
У жовтні 2012 року Сотуде стала лауреатом премії імені Сахарова.